# أدم بليث
أدم بليث (بالإنجليزية: Adam Blythe) (و. 1989  م) هو راكب دراجة هوائية، من المملكة المتحدة، ولد في شفيلد، يلعب كعداء دراجات ‏.

## روابط خارجية
- أدم بليث على موقع الاتحاد الدولي للدراجات (الإنجليزية)
- أدم بليث على موقع أرشيف الدراجات (الإنجليزية)
- أدم بليث على موقع إحصائيات الدراجات الإحترافية (الإنجليزية)
- أدم بليث على موقع نسبة الدراجات (الإنجليزية)
- أدم بليث على موقع CycleBase (الإنجليزية)